# Balatonkenese
Balatonkenese là một thành phố thuộc hạt Veszprém, Hungary. Thành phố này có diện tích 65,57 km², dân số năm 2010 là 3216 người, mật độ 49 người/km².